# Paraná (delstat)
Paraná är en delstat i södra Brasilien. Antalet invånare är 11 597 484. Arean är 199 315 kvadratkilometer. I norr gränsar Paraná till delstaten São Paulo, i öster till Atlanten, i söder till Santa Catarina, i sydväst till republikerna Argentina och Paraguay samt i nordväst till delstaten Mato Grosso do Sul. Paranás huvudstad är Curitiba, och andra stora städer är Cascavel, Colombo, Foz do Iguaçu, Londrina, Maringá, Ponta Grossa och São José dos Pinhais. Staten har 5,4% av den brasilianska befolkningen och producerar 6,2% av landets BNP.

## Ekonomi

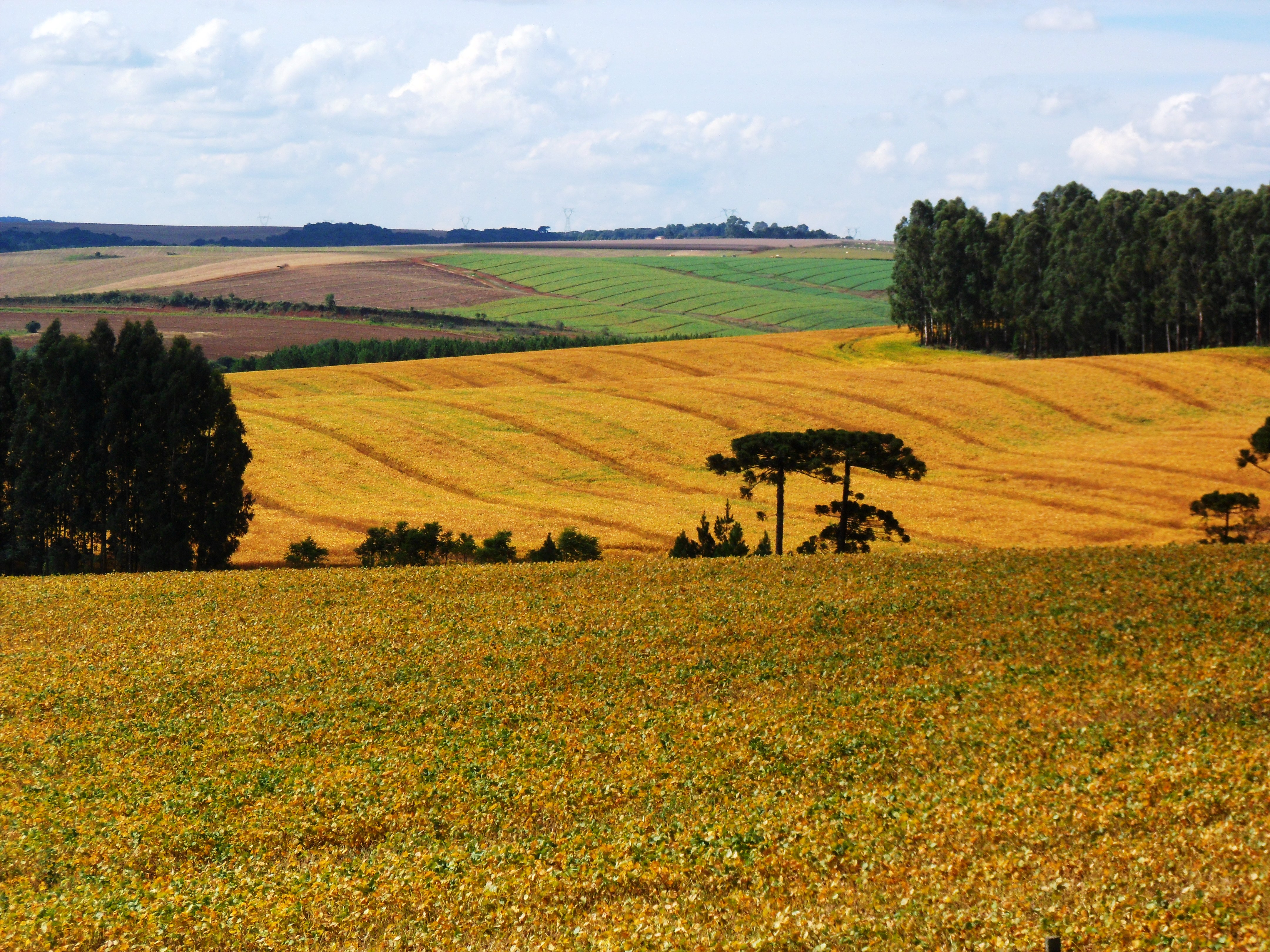
Sojaplantage i Guarapuava.

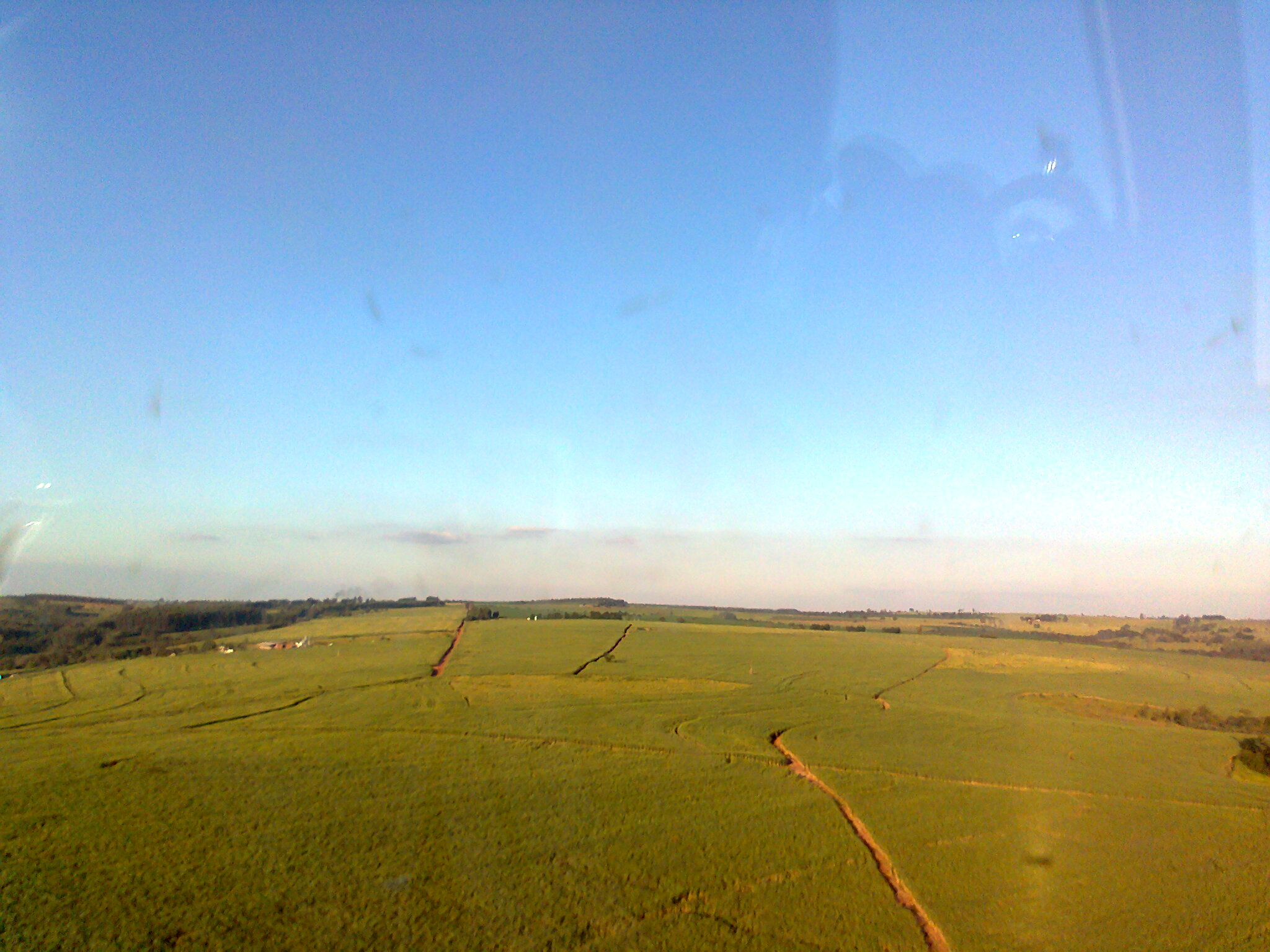
Sockerrör i Cianorte.

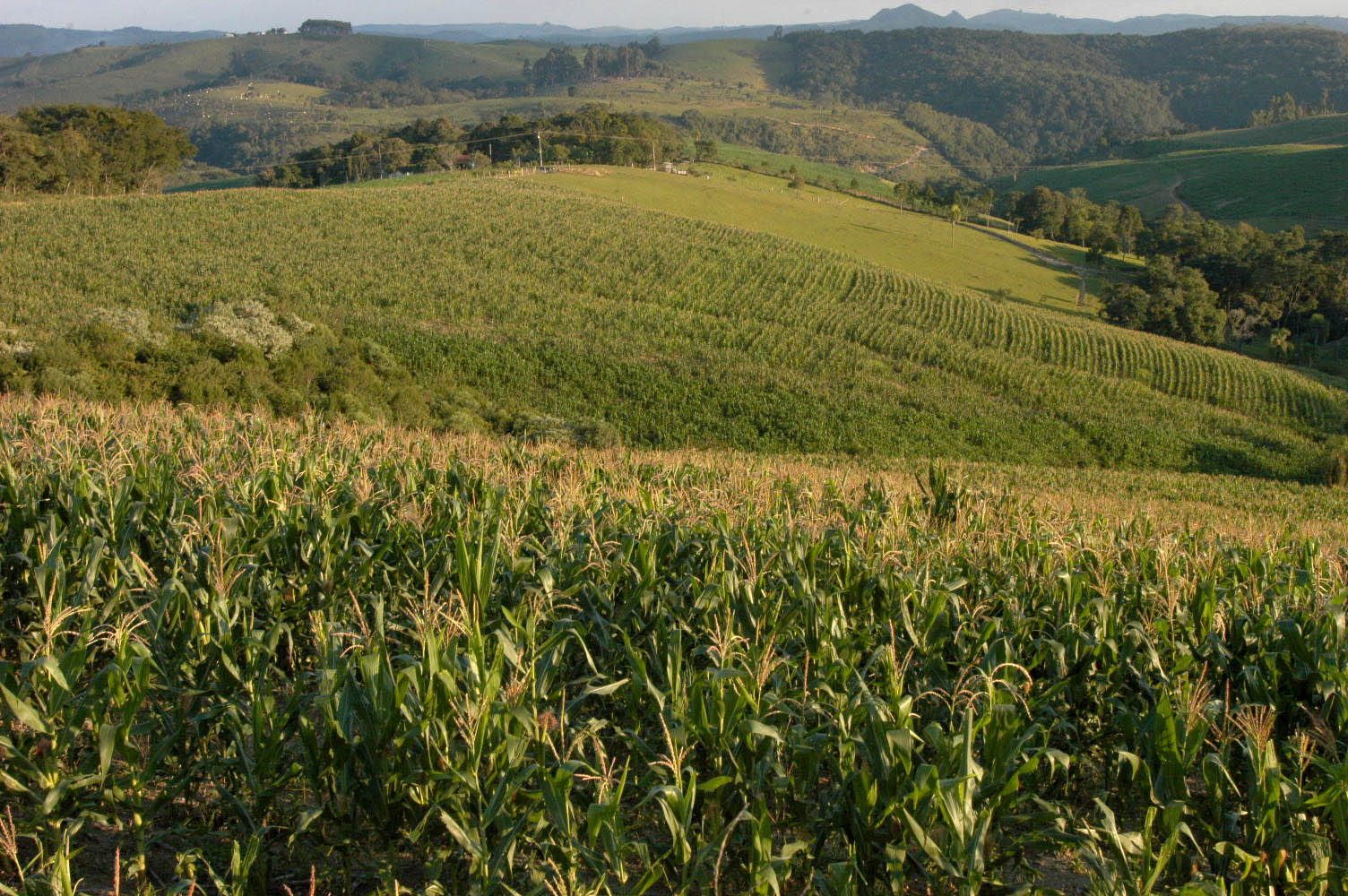
Majsplantage i Medianeira.

Inom jordbruket sticker staten ut i produktion av sojaböna, majs, vete, sockerrör, maniok, böna, tomat, apelsin och yerba mate, förutom att även producera kaffe, havre, korn, persika, småcitrus och jordgubbar.
År 2020 producerade Sydregionen 32 % av landets spannmål, grönsaker och oljeväxter. Med 77,2 miljoner ton intog Sydregionen andraplatsen i Brasilien efter Mellanvästern. Paraná (14,9 %) var den näststörsta producenten i landet.
För sojabönor är Paraná den näststörsta producenten i landet, med cirka 16 % av den nationella produktionen. Paraná  producerade 19,8 miljoner ton år 2020. År 2017 var Paraná också den  näststörsta producenten av majs. Brasilien är världens största producent av soja och den näststörsta producenten av majs.
Paraná var 2017 den femte största odlaren av sockerrör och tillverkade en tredjedel av allt socker och femtedel av all alkohol i landet, samtidigt skördades cirka 46 miljoner ton rotting. Statens socker- och alkoholsektor har 25 växter och sysselsätter cirka 55 000 personer. Produktionen är koncentrerad till regionerna Umuarama, Paranavaí, Maringá och Jacarezinho. Brasilien är den största världsproducenten, med 672,8 miljoner ton skördade under 2018.
Brasilien producerade totalt 17,6 miljoner ton maniok 2018 och  Paraná var den näststörsta producenten i landet, med 3,2 miljoner ton.
Sedan 2006 har Paraná haft den största produktionen av bönor i Brasilien. Brasilien är världens tredje största producent av bönor, med en årlig skörd på cirka 3 miljoner ton, 11% av världsproduktionen. År 2018 var Sydregionen landets största producent med 26,4 % av det totala, följt av Mellanvästern (25,4 %), Sydostregionen (25,1 %), Nordöstra (20,6 %) och Nord (2,5 %). Staten Paraná leder rankningen av de viktigaste nationella producenterna med 18,9 % av det totala producerade.

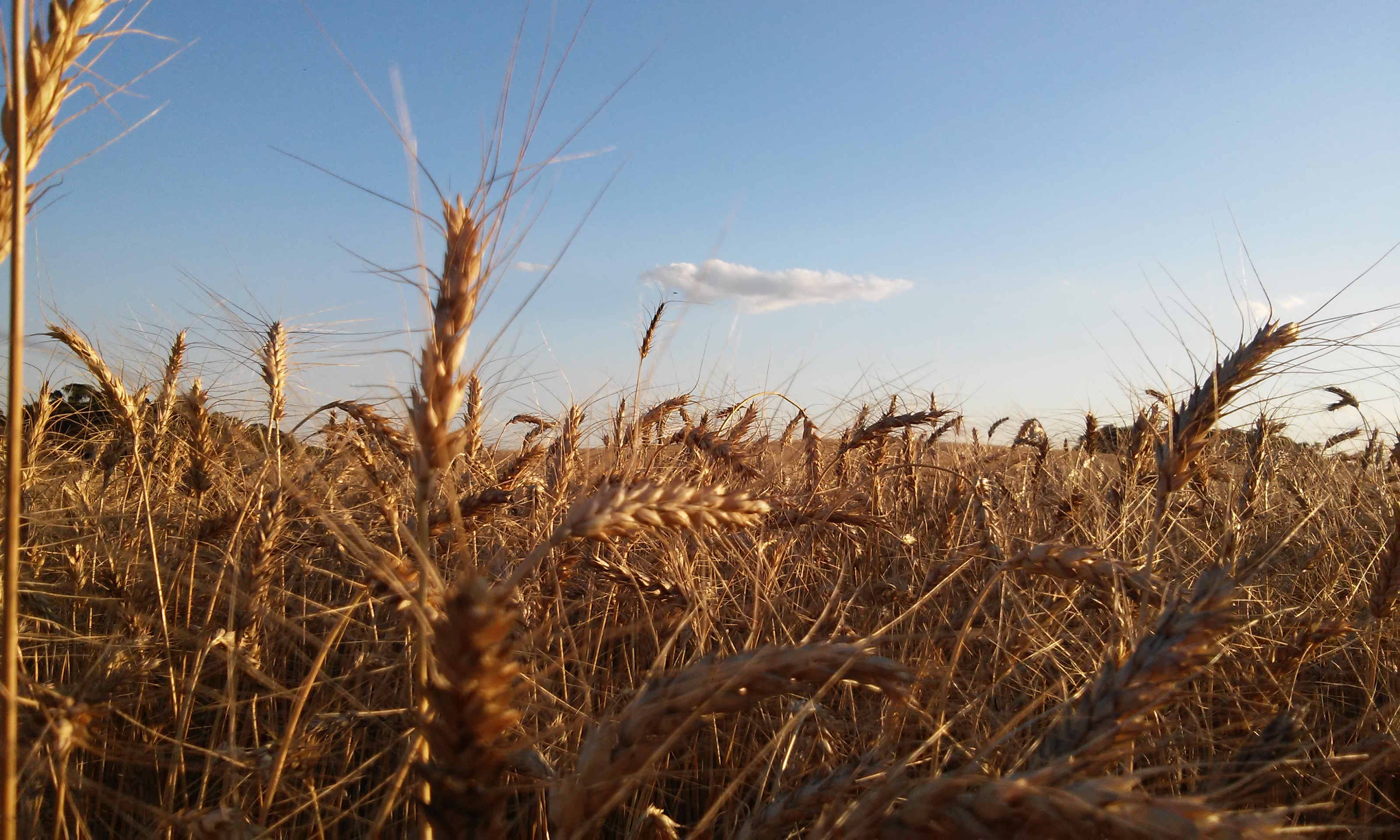
Veteplantage i Paraná.

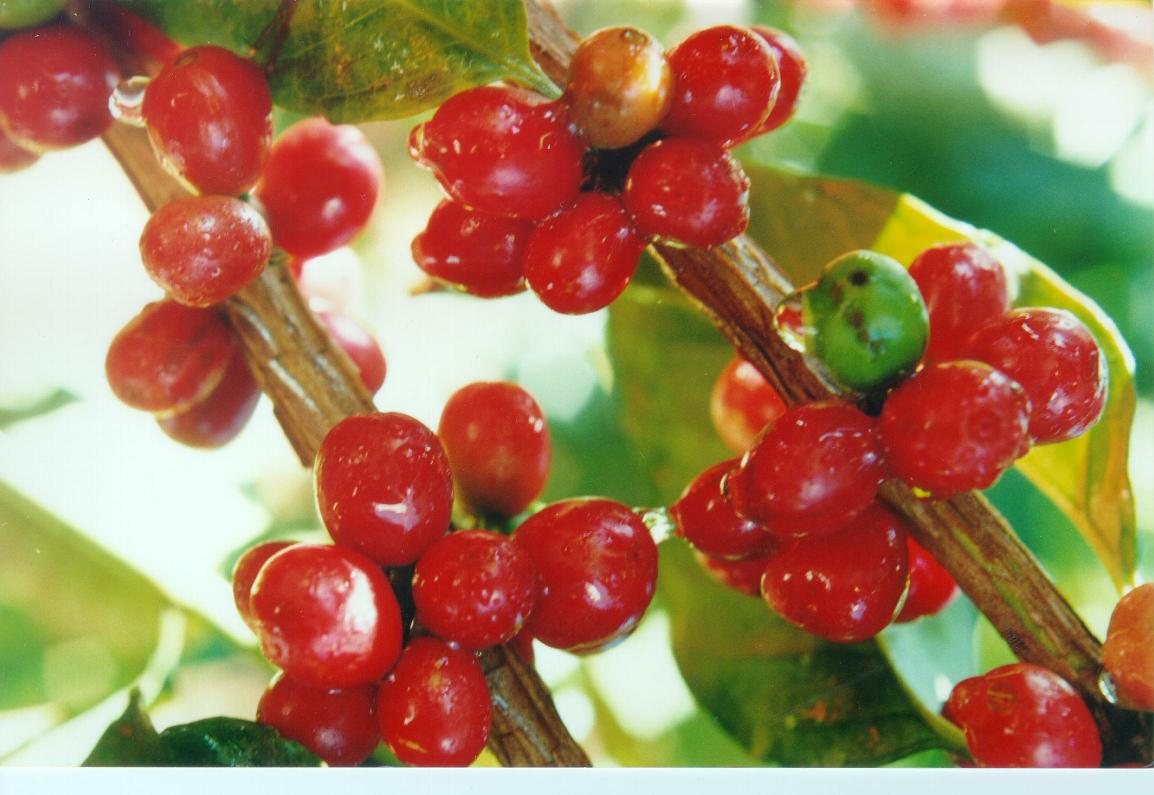
Kaffe i Paraná.

Paraná är den näststörsta producenten av vete i Brasilien, med 2,2 miljoner ton 2019, nästan lika mycket som den största producenten Rio Grande do Sul. Södra regionen odlar också mest havre i Brasilien. År 2019 var den nationella produktionen nära 800 tusen ton, varav nästan allt i söder (Paraná och Rio Grande do Sul).
För apelsiner var Paraná den 3:e största producenten i Brasilien 2018, med totalt 834 tusen ton.
Även om produktionen av korn inte är så stor, är Paraná den brasilianska ledaren. Staten skördade 219,2 tusen ton 2019, 60 % av den nationella produktionen. Men Brasilien är långt ifrån självförsörjande på korn. Den brasilianska marknaden förbrukar i genomsnitt 1,5 miljoner ton per år och Brasilien producerar själv 
nära 22 %, 335 tusen ton och det mesta, 73 %, importeras från Argentina och Uruguay.
År 2018 var Paraná den fjärde största producenten av småcitrus i Brasilien. Paraná har också del av produktionen av persika i Brasilien. År 2019 var Brasiliens en totala produktionsyta för jordgubbar 4 tusen hektar med Paraná som landets fjärde största tillverkare.
I kaffe är Paraná producentstaten som ligger längre söder om landet. Den var en gång den största producerande staten i Brasilien: 1962 stod Paraná för 58 % av den nationella produktionen, men 2017 producerade den bara 2,7 % av den totala produktionen i landet. Kaffekulturen har ersatts av andra planteringsgrödor, och statens fokus  har varit att investera i speciella, dyrare kaffebönor.
År 2019 producerade Brasilien cirka 900 tusen ton yerba mate årligen, enligt IBGE. Den största volymen är i Paraná och Rio Grande do Sul i plantageområden, där sektorn är mer industrialiserad. Enligt 2017 års uppgifter skördade Paraná 301 tusen ton yerba mate genom utvinningsmetod och 237 tusen ton plantage. Yerba mate's produktiva potential är fortfarande lite utforskad i Brasilien, med en bra del av skörden som genomförs av utvinningssystemet och med låga produktivitetsnivåer. Många nya producenter tar emellertid mer professionella och effektiva produktionssystem, med teknisk styrningskraft och globaliserad marknadssyn i bruk. Detta tenderar att öka Brasils export av denna produkt.

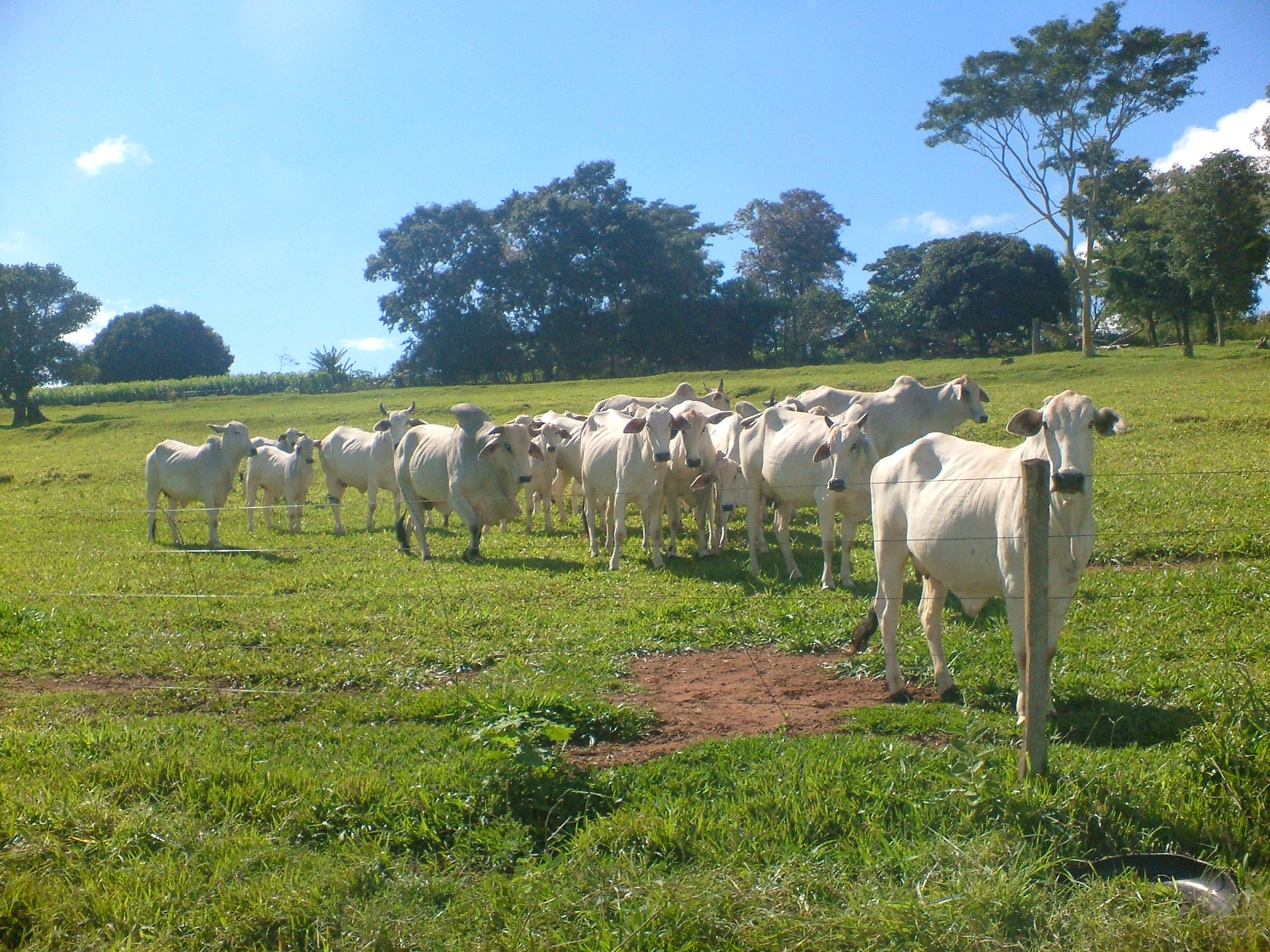
Nötkreatur i São Jorge do Patrocínio.

År 2017 hade Paraná en nötkreatursbesättning på 9,3 miljoner huvuden, en 10:e plats i landet.
År 2018 producerade Paraná totalt 4,4 miljarder liter mjölk, vilket gör staten till den näststörsta producenten i landet. Staden Castro var den största producenten i landet 2018, med 292 miljoner liter mjölk.
De tre sydstaterna i Brasilien är de största producenterna av fläskkött i landet. Brasilien hade 41,1 miljoner svin under 2017. Paraná (17,2 %) är den näststörsta producenten.
Det brasilianska fjäderfäbeståndet, var i storleksordningen 1,5 miljarder djur år 2018 och år 2017 var Paraná den största fjäderfäproducerande staten i Brasilien med 25,3 %. När det gäller kycklingar fanns det 242,8 miljoner i landet under 2017. Bland de stater som var de största tillverkarna ledde São Paulo med 21,9 % följt av Paraná (10,1 %). Vid produktionen av hönsägg är staten 2:a i Brasilien, med 9,6 % av den nationella produktionen.
Inom fiskodling har västra Paraná, i kommunerna nära  Toledo och Cascavel,  blivit den största fiskproducerande regionen i landet, med tilapia som den viktigaste odlade arten. Västern representerar 69 % av all produktion i Paraná, den största nationella producenten, med 112 tusen ton. Av detta belopp utgör 91 % tilapia.
Södra regionen var den största producenten av honung i landet 2017 och stod för 39,7% av den nationella totalen. Paraná var den näststörsta producenten i landet med 14,3%.

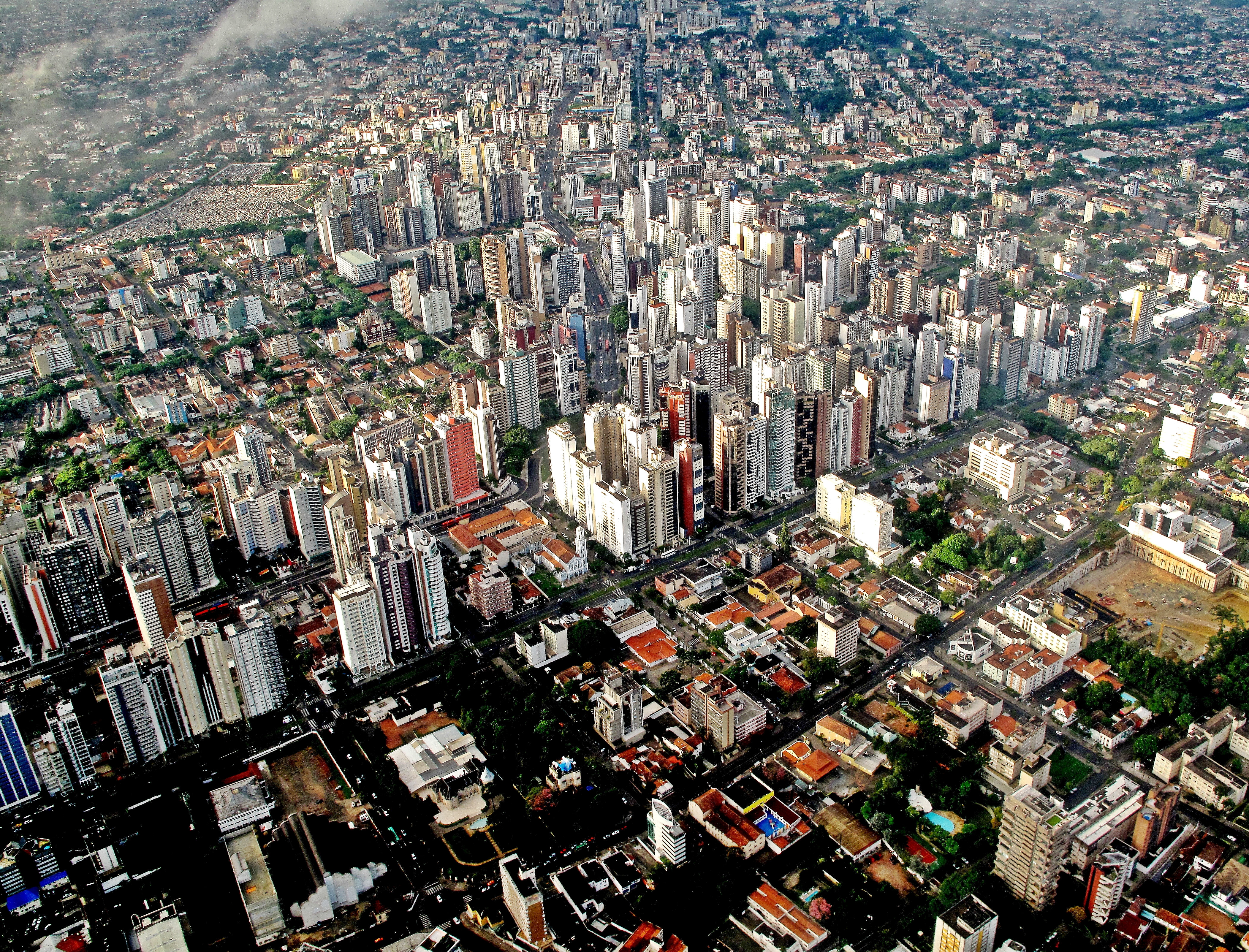
Centrum Curitiba.

Cirka industrin hade Paraná en industriell BNP på 92,8 miljarder dollar 2017, vilket motsvarar 7,8% av den nationella industrin. Det har 763 064 anställda i branschen. De viktigaste industrisektorerna är: Livsmedel (19,1 %), Industriella tjänster för allmänt bruk, såsom el och vatten (18,5 %), Bygg (17,3 %), motorfordon (8,1 %) och petroleumderivat och biobränslen (5,7 %). Dessa 5 sektorer koncentrerar sig 68,7 % av statens industri.
Fordonssektorn i Brasilien utgör nära 22 % av den industriella BNPn. År 2019 intog Paraná andra platsen inom landets fordonstillverkning, med 15 %. Staten har Volkswagen, Renault, Audi, Volvo och DAF anläggningar.

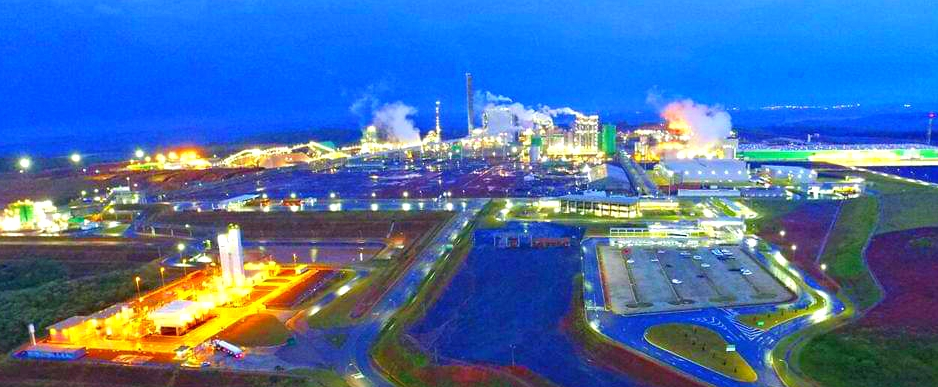
Klabin industrikomplex i Ortigueira.

Inom pappers- och cellulosa-sektorn var den brasilianska massaproduktionen 19,691 miljoner ton 2019. Landet exporterade pappersmassa för 7,4 miljarder amerikanska dollar år 2019 varav för  3,25 miljarder till Kina. Den brasilianska skogsbaserade industrinexporten uppgick till 9,7 miljarder US-dollar (7,48 miljarder US-dollar i cellulosa, 2 miljarder US-dollar i papper och 265 miljoner US-dollar i träpaneler). Pappersproduktionen var 10 535 miljoner ton under 2019 varav 2 163 miljoner ton exporterades. År 2016 tillverkade pappers- och cellulosaindustrin i södra delen av landet 33 % av Brasiliens totala produktion. År 2019 var Paraná den nationella ledaren inom produktion av rundved (främst eukalyptus) för massa- och pappersindustrin (15,9 miljoner m³); Brasilien var världens näststörsta producent av cellulosa  och den åttonde största papperstillverkaren. Den störst produktionen var i Telêmaco Borba (PR), och den femte största var Ortigueira (PR). 2016 var de fem bästa staterna som producerade stockar för papper och cellulosa (främst eukalyptus): Paraná (15,9 miljoner m³), São Paulo (14,7 miljoner m³), Bahia (13,6 miljoner m³), Mato Grosso do Sul (9,9 miljoner m³) och Minas Gerais (7,8 miljoner m³). Tillsammans motsvarar de 72,7 % av den nationella produktionen på 85,1 miljoner m³. De tio största producerande kommunerna hade 22,9 % av landets produktion. Det var städerna Telêmaco Borba (PR), Três Lagoas (MS), Caravelas (BA), Mucuri (BA), Ortigueira (PR), São Mateus (ES), Dom Eliseu (PR), Nova Viçosa (BA), Water Clara (MS) och Ribas do Rio Pardo (MS).
Paraná är den största producenten av oljeskiffer i Brasilien. I staden São Mateus do Sul finns en Petrobras anläggning som är specialiserad på produktion av materialet. Cirka 7 800 ton bearbetas dagligen.
Inom livsmedelsindustrin var  Brasilien år 2019 den näststörsta exportören av bearbetade livsmedel i världen, med ett värde på 34,1 miljarder dollar. Den brasilianska livsmedels- och dryckesindustrins intäkter 2019 var 699,9 miljarder dollar, 9,7 % av landets bruttonationalprodukt. Under 2015 omfattade den industriella livsmedels- och dryckesektorn i Brasilien 34 800 företag (inte räknar bagerier), varav de allra flesta var små. Dessa företag anställde mer än 1 600 000 arbetare, vilket gjorde mat- och dryckesindustrin till den största arbetsgivaren inom  tillverkningsindustrin. Det finns cirka 570 stora företag i Brasilien, som koncentrerar en bra del av den totala industrins intäkter. Paraná skapade livsmedelsföretag av nationell betydelse som Frimesa, C.Vale, Nutrimental, Copacol, Coopavel och Matte Leão.
Elektronikbranschen i Brasilien nådde en omsättning på 153 miljarder dollar 2019, cirka 3 % av den nationella BNP. Antalet anställda i sektorn uppgick till 234,5 tusen personer. Exporten uppgick till 5,6 miljarder USD och importen till 32,0 miljarder USD. Trots Brasiliens ansträngningar under årtionden för att bli oberoende av teknikimport, har det ännu inte lyckats. Importen koncentreras till dyra komponenter, såsom processorer, mikrokontroller, minnen, undermonterade magnetiska skivor, lasrar, LED och LCD. Kablar för telekommunikation och elfördelning, ledningar, optiska fibrer och anslutningar tillverkas i landet. Brasilien har två stora elektroelektroniska produktionsnav, belägna i Metropolitan Region Campinas, i delstaten São Paulo och i Free Economic Zone of Manaus, i delstaten Amazonas. Det finns stora internationellt kända teknikföretag, såväl som en del  industrier som deltar i  leveranskedjan. Landet har också andra mindre centra, varav ett ligger i Curitiba, huvudstaden i Paraná. Det tekniska centret i Curitiba har företag som Siemens och Positivo Informatik. Sammantaget arbetar 87 företag och 16 tusen anställda på Tecnoparque, ett område på 127 tusen kvadratmeter som skapades genom statlig lagstiftning 2007. Tecnoparque kan växa upp till 400 tusen kvadratmeter och få upp till fyra gånger så många arbetare som det har idag, och nå 68 tusen människor.
Inom hushållsapparater -industrin var försäljningen av så kallade "vitvaror" - (kylskåp, luftkonditionering med mera) 12,9 miljoner enheter under 2017. Sektorn hade sin högsta försäljning 2012, med 18,9 miljoner enheter. De märken som sålde mest var Brastemp, Electrolux, Consul och Philips. Brastemp kommer ursprungligen från São Bernardo do Campo-SP. Consul kommer ursprungligen från Santa Catarina och ingår, efter att ha fusionerats med Brastemp i  multinationella Whirlpool. Ett annat känt brasilianskt varumärke var Prosdócimo, grundat i Curitiba, som såldes till Electrolux.
Ett av de berömda företagen
inom småapparatssektorn i Paraná,  Britânia är ursprungligen från Curitiba.